# Тарасовка (Бориспольский район)
Тарасовка (укр. Тарасівка) — село, входит в Бориспольский район Киевской области Украины.
Население по переписи 2001 года составляло 168 человек. Почтовый индекс — 08361. Телефонный код — 4595. Занимает площадь 0,986 км². Код КОАТУУ — 3220884802.

## Местный совет
08360, Киевская обл, Бориспольский р-н, с. Любарцы, ул. Ленина, 67, тел. 3-22-30; 3-23-19